# توماس رن
توماس رن هو محامي وسياسي أمريكي، ولد في 2 يناير 1826 في مك أرثر في الولايات المتحدة، وتوفي في 5 فبراير 1904 في رينو في الولايات المتحدة. نشط حزبياً في الحزب الجمهوري. وقد انتخب عضو المجلس النيابي لولاية نيفادا ‏ وانتخب عضو مجلس النواب الأمريكي ‏.